# جامع الفقير
جامع الفقير هو أحد المساجد التاريخيّة المهمة في محافظة البصرة، والكائن في مركز المحافظة، منطقة البصرة القديمة، وهو بناءٌ قديمٌ يعودُ تأريخه إلى حدود المائة وعشرين سنة تقريباً، إذ توجد وثائقُ للمسجد يعودُ تأريخها إلى عام 1928م، علماً أنّه كان مُشيّداً قبل هذا التاريخ.

## تاريخ المسجد
تأسّس المسجد على يدِ الحاج محمد علي فقير -أحد تجّار الهِند الذين قدِموا البصرة- بسبب نذر وفي به بعد أن شفاه الله من مرضٍ أصابه، فبنى هذا المسجد، ونسبت تسمية المسجد إليه، فكان المسجد بعد ذلك مهوى القلوب، ومكانَ العبادة والصَّلاة، ومركزَ الإشعاع الفكري، يرتادُه الناس على اختلاف طبقاتِهم وأعمارهم، وكان له الدورُ الكبير في نشر العلوم الثقافية والدينيّة والفقهيّة في المنطقة، كما تخرّج من أحضانه كثيراً من قرّاء القرآن الكريم وحفّاظه، حتى أنَّ البعض كان يروق له أن يسمِّيَه «جامع الفقيه»؛ لكثرةِ ما احتضَنَ مِن حلقاتٍ للذكر والعلم والمعرفة، ولكثير مَن صلّى فيه من الفقهاء والأعلام.
كان المسجد بمنزلة محطّةٍ لاستراحة بعض التجّار والوافدين من بلاد الهند لزيارة العتبات المقدّسة، إذ كان عددٌ من الهنود القادمين إلى البصرة عن طريق البحر ينزلون الجامع للراحة فيه عدّة أيّامٍ، ثمَّ ينطلقون لأداء مراسيم الزيارة، وينزلون به مرّة أُخرى عند عودتهم.
مرّ المسجد بمراحل عمرانيّة متعدّدة، إذ كان بناؤه من الطّين والخشب وأعمدة الصّندل.
عُمِّر عدّة مرّات منها في عام 1995م على نفقة أحد المؤمنين، ثمّ ألحق به بناءٌ جديدٌ جُعل داراً للضِّيافة، تقام به بعض المناسبات الاجتماعيّة، وأُعيد بناؤه عام 2014م بطرازٍ حديث ومن طابقين، وأُضيفت له عدّة قاعات واسعة، وكل ذلك من تبرعات الإخوة المؤمنين، وخصوصاً من آل المازنيّ، وبإشراف من ثامر الموسوي إمام الجامع ومتوليه، وبنيت له منارة بارتفاع 27م على يد البنّاء عليّ الحليّ.

### أحداث جرت على المسجد
مرّ المسجد بمراحل عصيبة في تأريخه، ففي عام 1979م أُغلِق نتيجة للظروف الأمنيّة التي مرّت بها البلاد آنذاك، وفي عام 1981م تم افتتاح المسجد بعد مجيء ملّا حسين البصير من الكويت، الذي أقام الصلاة فيه، وفي بداية التسعينيّات هُجر المسجد تماماً بسبب الظروف السياسيّة والأمنيّة بعد الانتفاضة الشعبانيّة، التي على أثرها ضيّق النظام على المصلِّين فيه، وفي عام 1999م أُغلِق تماماً حتّى عام 2003م، وخلال تلك الفترة التي أُغلق فيها المسجد تعرّض للسّرقة والعبث بأثاثِه، وعاش الآم البصريين، وشمله ما أصابهم.

## الأهمية
عدُّ هذا المسجد تُحفَة أثريّة بارزة في مدينة البصرة، كانت تعلوه منارةٌ متوسطة الارتفاع مبنيّة من الطابوق الأصفر، محاطة بحزام أخضر، وأربع سمّاعات متوجّهة إلى الجهات الأربع، يعلوها تشكيلٌ للفظ الجلالة صُنعَ بشكلٍ زُخرفيٍّ جميل، والداخل إليه يمرُّ من بابه الخشبي الكبير الذي زخرف بالنقوش الإسلاميّة، ويليه صحنُ المسجد وقد أُحيط بجدران مهدّمة في بعض الجوانب، وتتوسّط هذا الصّحن باحة المسجد، ويستقرُّ حرم المسجد على مساحةٍ كبيرةٍ.
بابه من الحديد، وعند الدخول إلى الحرم يستقبلُ الداخلُ محرابَ الصلاة، وقد صُمِّم بطرازٍ إسلاميٍّ رائع، واستقرَّ في أحد جوانبه منبرٌ خشبيٌّ نُقشت عليه بعضُ النقوش، وممّا يُلفت النظر فيه ساعةٌ جداريةٌ قديمة استقرّت فوق محرابِ المسجد جُعلت وقفاً عام 1962م.

## نشاطات المسجد
أُقيمت في المسجد الكثير من الأنشطة الدينيّة والثقافيّة والندوات الفكرية، كصلاة الجماعة، وذكر مصائب أهل البيت وولاداتهم المباركة، والمحاضرات الثقافيّة، وبعض الدروس الحوزويّة في الفقه والعقائد والقرآن، وتستمرُّ طيلة أيّام العام، فقد ارتاده الكثير من الشخصيات العُلمائيّة أمثال الفقيه الراحل أمير محمّد القزويني، وعبّاس شبّر القاضي ونجله عصام شبّر، وعبد الله خليفة الموسوي المدفون في الروضة العلويّة المقدّسة، والشيخ عبد الرضا الجزائري، وحسين الشامي الكربلائي، والرادود الشيخ محمّد باقر الأيرواني، وشمس الدّين قدس سرهما، والشيخ يوسف الدكسن وآخرين.

## خطباء المسجد
ومن أبرز الخُطباء الذين خَدموا المِنبر الحسيني في هذا المسجد، جواد شبّر، والشهيد الشيخ عبد الأمير المنصوري، وحسين الشامي الكربلائي، والرادود الحسيني عبد الرضا النجفي، والشيخ عبد الحافظ البغدادي، أما مَن ارتفع صوته بالأذان وصدحت حنجرته من منارته فهم كثر، أبرزهم الحاج كرم المتوفي عام 1965م وبعده جاء الحاج «خدا بخش» الإيراني، وكان لبعض الوجهاء والشخصيات حضور فاعل ومؤثر في المسجد أمثال مضر الحلو والأُستاذ الحاج محمّد ياسر، والأُستاذ الحاج عبد الأمير دهروب، والملّا مهدي،
وأبو زينب المؤذِّن، والأخ حامد ذياب ساجت والملّا حسين البصير المتوفى عام 2003م، وآخرين.

## موكب المسجد
وكان قد أُسِّس فيه موكبٌ للخدمة الحسينيّة قبل موكب الوحدة الذي أسَّسه أمير محمّد القزويني في البصرة عام 1950م، وقد انضم موكب الخدمة إلى موكب الوحدة في هذا التاريخ، وفي عام 1963م افتُتحت فيه مكتبة عامّةٌ للسيِّد الحكيم.
وفي عام 1970م أُسِّس للمسجدِ موكبٌ خاصٌّ باسم موكب الشهداء، أسَّسه حسن القزويني نجل أمير محمّد القزويني.